# Воротник медичи

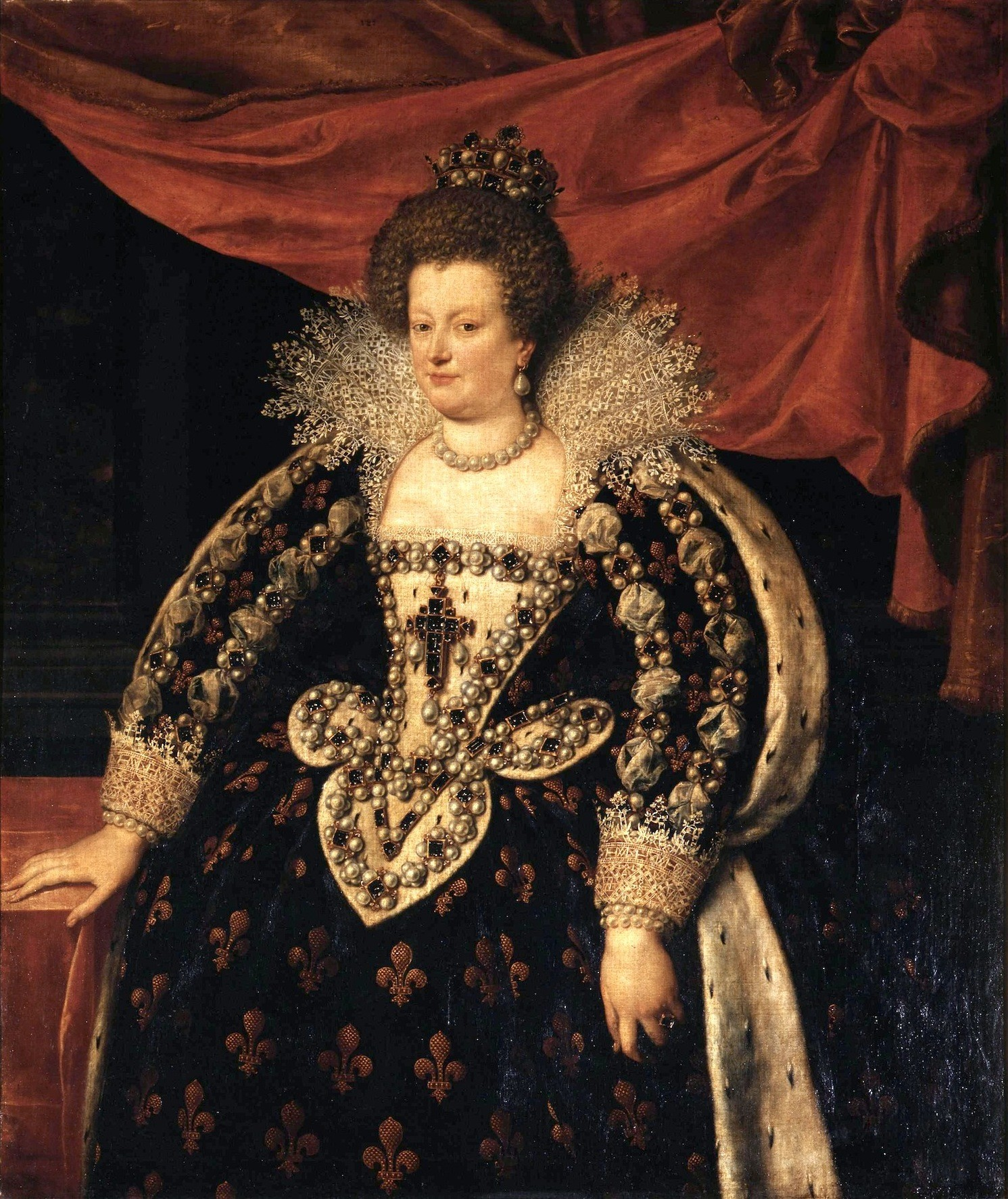
Франс Младший Пурбус — Мария Медичи, королева Франции (1611) с кружевным воротником медичи

Воротник медичи (также воротник Медичи, воротник а ля Медичи, воротник а ля Мария Стюарт) — веерообразный стоячий воротник (фр. collet monté) из тонкого полотна или кружева, раскрывающийся спереди и окаймляющий вырез женского платья. Введён в западноевропейскую моду в 1600-х годах специально для демонстрации кружева королевой Франции Марией Медичи, в честь которой получил своё название.
Воротник делался на специальном проволочном каркасе, обмотанном марлевой тканью, и имел различные формы: округлые во Франции, двойного полукружья — в Англии. У затылка его оставляли прямым или отгибали, передние углы сгибали или широко раскрывали, обнажая шею. Нередко такой воротник надевался вместе с воротником-рафом.
Воротник медичи в середине XVII века с появлением моды на большие парики потеснил большой отложной «мушкетёрский» (или шведский) воротник белого цвета.
Меньшего размера воротник медичи после Французской революции и Директории вернулся на женские вечерние и парадные платья XIX века. Такой воротник получил название херуска (фр. chérusque) от наименования древнегерманского племени херусков (лат. Cherusci), проживавших на территории у Везера, отошедшей Наполеону по соглашению Рейнского союза.

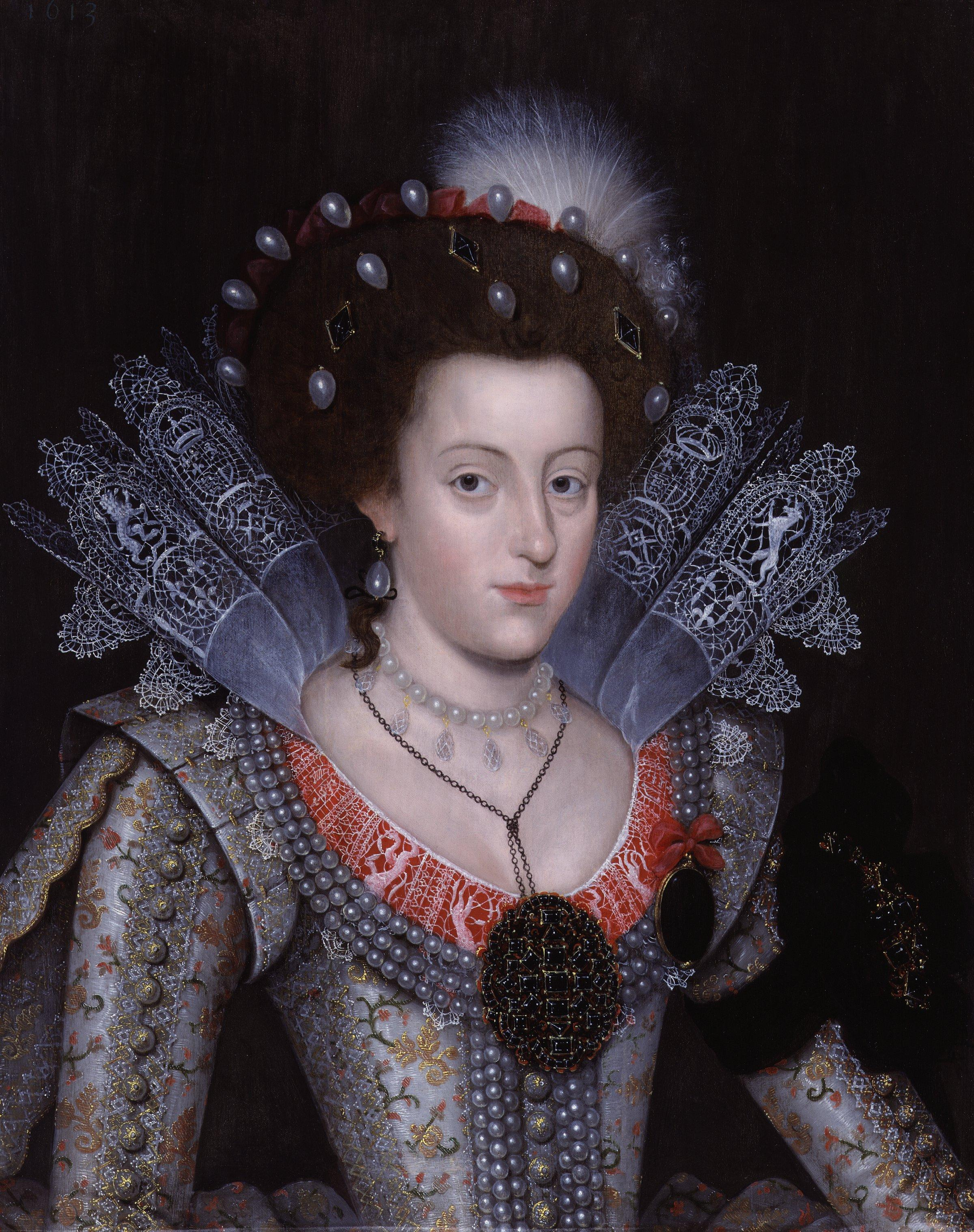
Королева Елизавета Богемская с воротником в технике ретиччелла (1613)
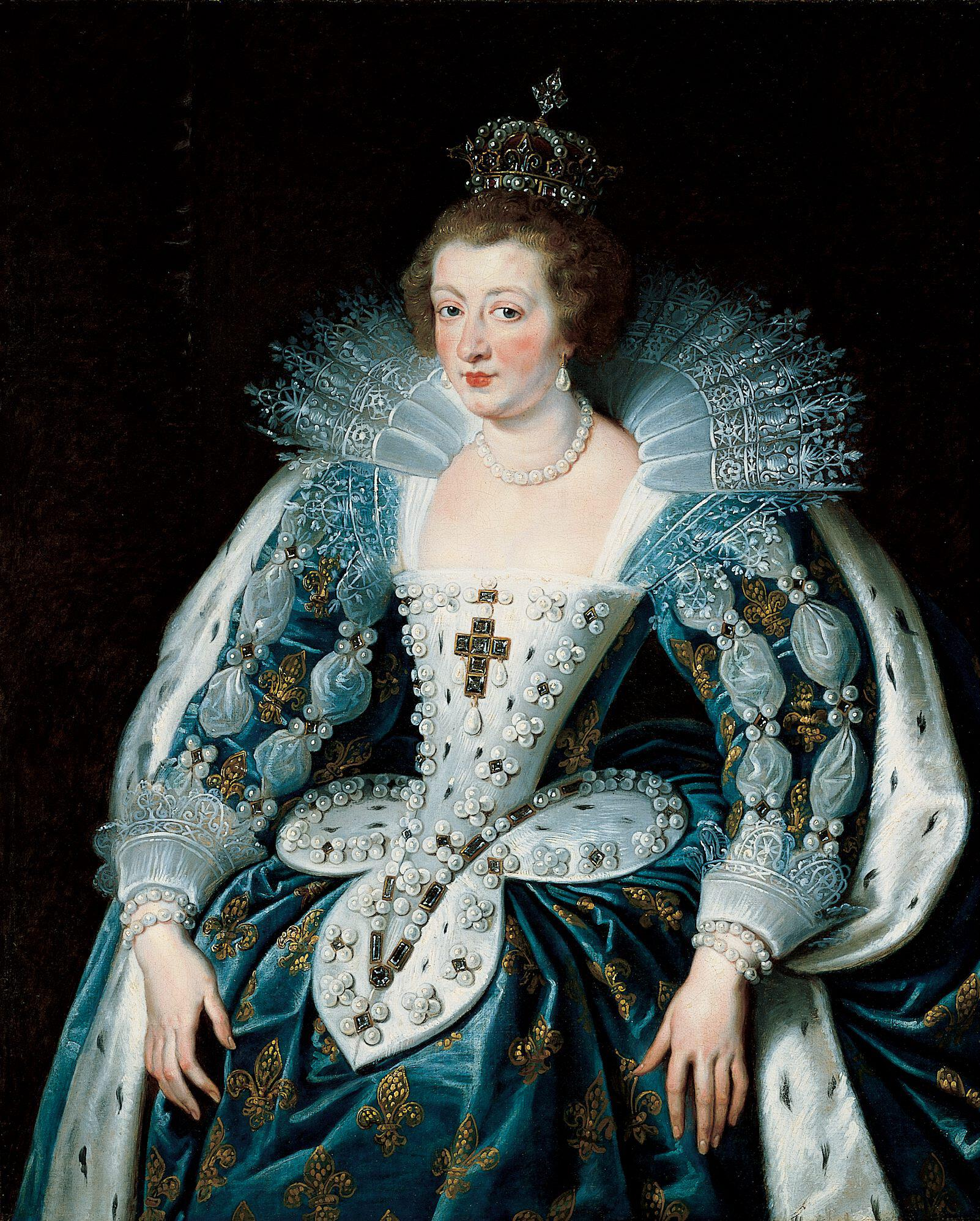
Рубенс - Анна Австрийская (1622-1625)
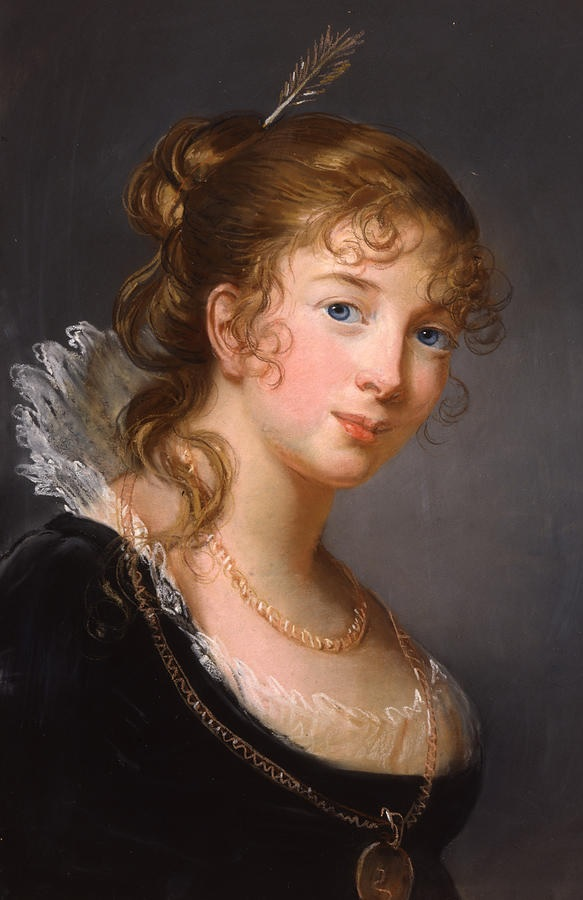
Виже-Лебрен - принцесса Луиза Прусская (1801). Воротник-херуска
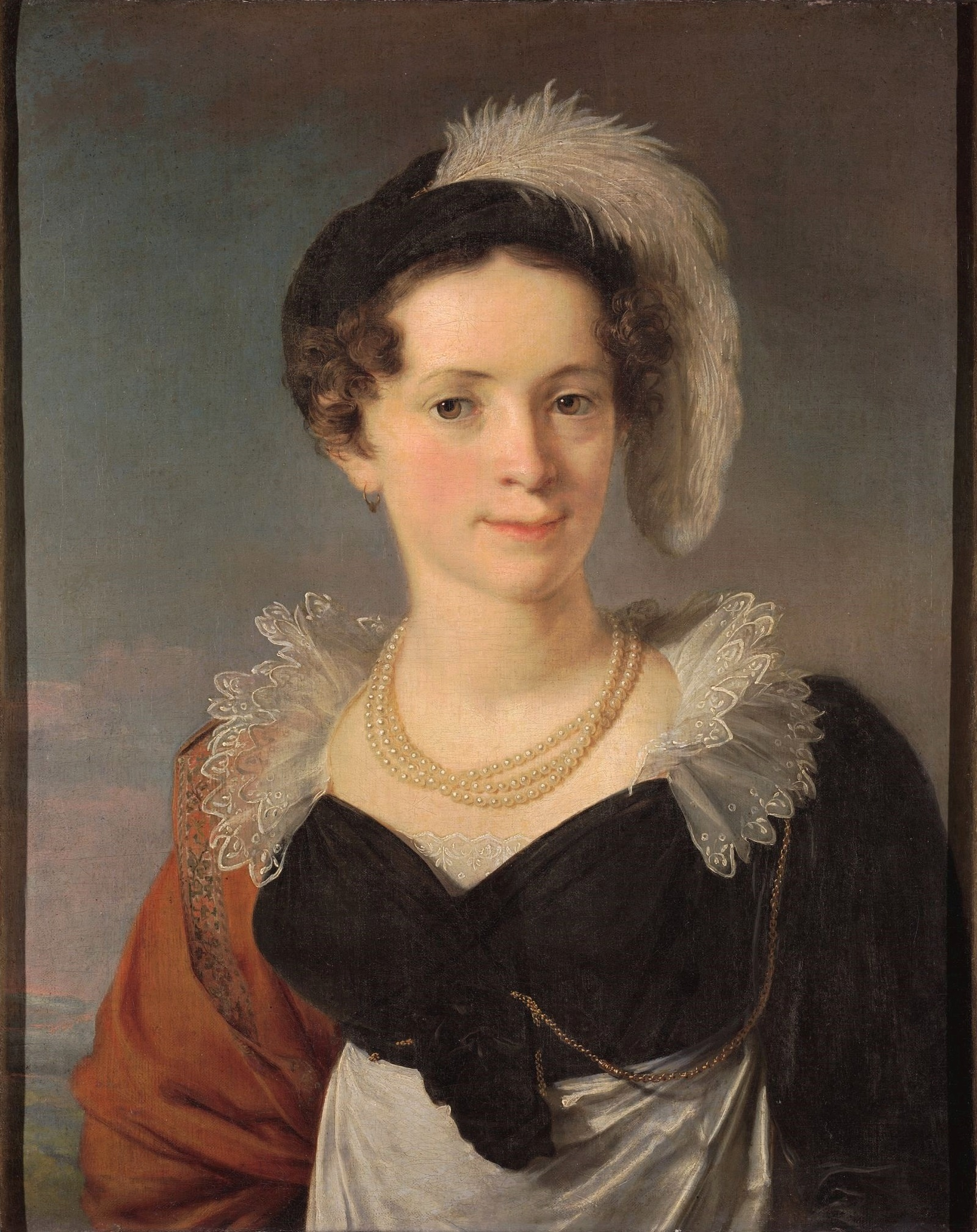
В. А. Тропинин «Портрет Н.И. Чернышёвой» (1816-1818)
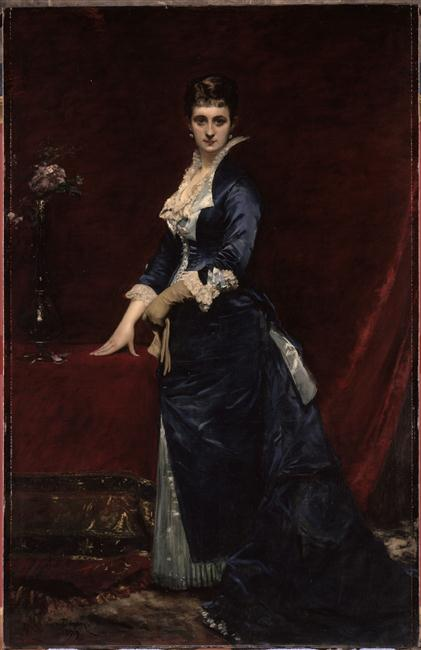
Каролюс-Дюран «Портрет мадам Жорж Петит» (1879)
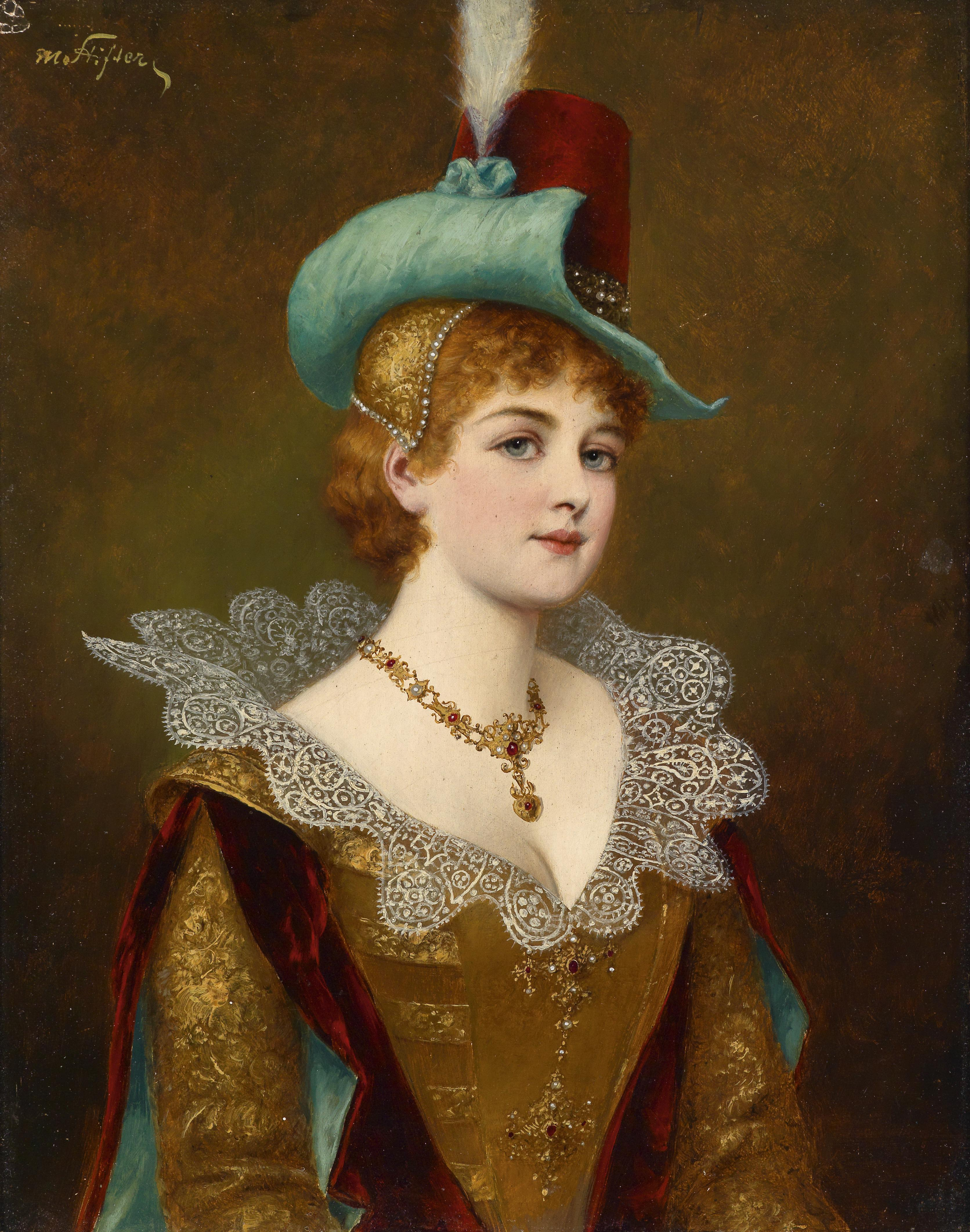
Морис Штифтер «Знатная дама» (1905)